# Yatin
Pour plus de détails, voir Fiche technique et Distribution.
Yatin : Lieu de souffrance est un film chrétien béninois réalisé par Christine Madeleine Botokou et sorti en 2002.
Premier long-métrage béninois tourné en vidéo et premier film chrétien francophone d'Afrique de l'Ouest, Yatin est devenu un classique, notamment utilisé pour l'évangélisation, qui a rencontré le succès bien au-delà des frontières béninoises, notamment au Togo, au Burkina Faso et en Côte d'Ivoire.

## Réalisation
Le film s'inspire directement des codes et des effets spéciaux du cinéma nollywoodien, car la Béninoise Christine Madeleine Botokou, scénariste, réalisatrice et productrice du film, a vécu au Nigeria dès l'enfance et étudié à l'université d'Ibadan. En 1995, elle ressent un appel de Dieu l'encourageant à s'engager dans l'évangélisation et la production de médias. Elle crée donc sa propre société de production et joue elle-même dans plusieurs vidéos chrétiennes, y compris en yoruba. En 1998 elle retourne au Bénin et y fonde une société de production et de distribution, Stedafilm International, sur le modèle nigérian.
Yatin a d'abord été tourné en fon, puis l'année suivante en français.

## Synopsis
L'histoire se déroule dans le village imaginaire de Yatin qui vit sous l'emprise des forces traditionnelles et de leurs puissances maléfiques. La population, sous le joug du roi, des prêtres vaudou et des sorciers, voit son épanouissement rendu difficile.
Venu de Cotonou avec son épouse, le pasteur pentecôtiste Philippe va tenter de délivrer le village des mains des forces du Mal.
Kidnappé par les sbires du roi, il est attaché à un arbre, prêt à être sacrifié. Roi, prêtres vaudou, sorciers, finissent par se consumer, terrassés dans des éclats divins.

## Fiche technique
- Titre : Yatin
- Réalisation : Christine M. Botokou
- Lieux de tournage : Bénin
- Durée : 1h50 minutes
- Production : Stedafilm International
- Genre : Drame
- Date de sortie : septembre 2002